# ذخیره‌گاه طبیعی کوریاک
ذخیره‌گاه طبیعی کوریاک (انگلیسی: Koryak Nature Reserve) یک ذخیره‌گاه و منطقه حفاظت شده در سرزمین کامچاتکای کشور روسیه است.